# Elemento neutro
In matematica, e in particolare algebra astratta, l'elemento neutro è un elemento di un loop o di un monoide (e quindi anche di un gruppo o sue sovrastrutture come anelli e via via più specifiche) che "non modifica nulla" se posto sia a sinistra che a destra in un'operazione. Un elemento neutro per un'operazione è sia un elemento neutro a destra che un elemento neutro a sinistra di quell'operazione. È sinonimo di elemento neutro il termine unità in una delle sue accezioni.
Una proprietà che può avere un'operazione binaria è l'esistenza dell'elemento neutro.

## Definizione
Formalmente, un'operazione binaria interna {\displaystyle *} su un insieme {\displaystyle X} è detta possedere l'elemento neutro a destra {\displaystyle u} se soddisfa la relazione
{\displaystyle a*u=a,}
e un elemento neutro a sinistra {\displaystyle q} se
{\displaystyle q*a=a.}
Se {\displaystyle *}  possiede un elemento {\displaystyle e} neutro sia a destra che sinistra, ovvero
{\displaystyle a*e=e*a=a,}
{\displaystyle e} è detto elemento neutro di {\displaystyle *}.

## Proprietà

### Unicità
Un'operazione binaria può non avere nessun elemento neutro. Ad esempio, l'operazione
{\displaystyle a*b:=a}
non ha nessun elemento neutro (se l'insieme consta di almeno due elementi). D'altra parte, si dimostra facilmente che non ci può essere più di un elemento neutro. Infatti, se ce ne fossero due {\displaystyle e} ed {\displaystyle f}, avremmo
{\displaystyle f=e*f=e,}
e quindi {\displaystyle e=f}.

### Strutture
L'esistenza di un elemento neutro è uno degli assiomi che devono essere soddisfatti affinché l'operazione binaria sia un loop.
L'esistenza di un elemento neutro è uno degli assiomi che devono essere soddisfatti affinché l'operazione binaria sia un monoide e in particolare gruppo. Ad esempio, se consideriamo i numeri interi con l'operazione di prodotto, non otteniamo un gruppo (i numeri interi generalmente non hanno inverso), ma solo un monoide e il suo elemento neutro è dato dal numero {\displaystyle 1}. Tipici elementi neutri di gruppi sono le trasformazioni identità dei gruppi di trasformazioni.
Nelle strutture algebriche con due o più operazioni binarie si possono avere più elementi neutri. In un anello ad esempio si ha un elemento neutro per la somma e un elemento neutro per il prodotto; essi in genere sono denotati con {\displaystyle 0} e {\displaystyle 1} rispettivamente. In un'algebra su campo il prodotto può essere dotato o meno di elemento neutro; in caso di presenza di elemento neutro si parla di algebra unitale (o anche, ma meno opportunamente, di algebra unitaria).